# Islote Peña Blanca
Islote Peña Blanca är en ö i Mexiko. Den tillhör kommunen Manzanillo i delstaten Colima, i den södra delen av landet. Arean är 0,11 kvadratkilometer.